# Zgornje Grušovlje
Zgornje Grušovlje je naselje u slovenskoj Općini Žalecu. Zgornje Grušovlje se nalazi u pokrajini Štajerskoj i statističkoj regiji Savinjskoj. 

## Stanovništvo
Prema popisu stanovništva iz 2002. godine naselje je imalo 181 stanovnika.